# Edgar Corredor
Edgar Corredor Álvarez (Sogamoso, 24 de febrero de 1960), conocido como Condorito Corredor, es un ciclista colombiano que desarrolló su carrera profesional entre la década de 1980 y mediados de los 1990. Participó en varios Tour de Francia y otras carreras importantes a nivel internacional.

## Etapa como ciclista aficionado
Inició  su carrera deportiva a la edad de quince años, perteneciendo al Club Ciclo Belencito en Sogamoso (Boyacá); duró tres años compitiendo en bicicletas de turismo, corrió la Clásica Cafi Centro en el Valle luego corrió la Vuelta de la Juventud en 1979 en la cual ocupó el cuarto lugar. Después corrió en el Equipo Ónix Sello Negro en 1981 luego corrió la Vuelta al Táchira, representando a Colombia patrocinado por la Droguería Yaneth en el cual fueron campeones en la Vuelta al Táchira en 1982, ingresó al equipo de la Lotería de Boyacá y en él corrió la Vuelta a Colombia en la cual estuvo corriendo y peleando el título de novato también corrió la clásica de Cundinamarca, clásica Boyacá, Vuelta al Valle, Clásica Contranspensilvania.

## Etapa como ciclista profesional
En 1983, se vinculó al Equipo Pilas Varta participó en la clásica Cundinamarca, clásica Boyacá, Clásica Antioquia, Vuelta  al Valle y Vuelta a Colombia, en este mismo año después de participar en la Vuelta a Colombia participó en el Tour de Francia, ocupando el tercer puesto en el Alpe d'Huez, tercero en Morzine ganándole el embalaje a Lucien Van Impe y Robert Alban, siendo 16º en la clasificación general final y el mejor ubicado de los colombianos. Ese mismo año participó en el Grand Prix Guillaume Tell en Suiza ganando una etapa y vistiendo la camiseta de líder, en el año 1984 fue contratado por el equipo español Teka, ocupando un quinto lugar en la clasificación de la Vuelta a España 1984 y ganando la camiseta del Diario 16 de campeón neoprofesional. Ese mismo año participó en el Tour Midi-Pyrénées en Francia ocupando un tercer lugar, en el año 1985 regresó a Colombia para correr en el equipo Pilas Varta-Café de Colombia a correr con Luis Herrera, Fabio Parra entre otros, vigésimo cuarto en el Tour del Porvenir (Francia), segundo en el Clásico RCN, en 1986 Campeón de la Clásica a Cundinamarca, quinto en la Vuelta a Colombia en 1986, decimotercero en la Dauphiné Libéré en Francia en el año 1987, cuarto en la Volta a Cataluña (España) en 1987 y cuarto en el premio de la montaña ese mismo año en España fue ganador y campeón del Caracol de Montaña, cuarto en la Vuelta a Costa Rica 1987, tercero en la clásica col–prensa en 1988, décimo en la vuelta a Cataluña, decimosexto en la Semana Catalana en España 1989 campeón de la clásica de la cosecha y de la montaña campeón de la Clásica de Almería, campeón norte de Santander, campeón de clásica consejo Duitama, cuarto en el premio Internacional del Café, tercero en el trofeo Masferrer (España) y décimo en la vuelta a Cataluña en 1990, en el año 1991 ganador de la etapa de Cerler (España) y ganador de la Vuelta a Aragón en España el mismo año campeón de los premios de montaña de la vuelta a Portugal, en el año 1991-1992 corrió por última vez en el equipo profesional de Sicasal-Acral en el año 1993 regresó a Colombia a participar en ciclomontañismo corrió la primera válida en Tuluá Valle quedando campeón posteriormente el mismo año campeón de la copa Manzana Postobón y luego viaja a Estados Unidos al Mundial de Ciclomontañismo, en el año 1994-1995 termina la carrera deportiva como ciclomontañista.

## Etapa como técnico
Desde 1996 hasta 2002 se inició como técnico en ruta y pista en Yopal-Casanare, siendo el encargado de formalizar la creación de una escuela de ciclismo en Yopal-Casanare. En los años 2003-2005 técnico de pista y ruta en Boyacá y desde el año 2006 es  Técnico de Ciclo-montañismo en el Instituto de Recreación y Deporte de Bogotá.

## Reconocimiento
El 19 de agosto de 2010 se inauguró la exposición de elementos deportivos de las glorias deportivas colombianas que se denominara “La ruta de la gloria” que el archivo de Bogotá llevó a cabo en sus instalaciones con motivo del homenaje a la historia del ciclismo colombiano durante seis décadas.

## Equipos
- Aficionados:
  - 1982:  Lotería de Boyacá
  - 1983:  Colombia - Pilas Varta
- Profesionales:[2]
  - 1984:  Teka
  - 1985:  Pilas Varta - Café de Colombia - Mavic
  - 1986:  Café de Colombia - Pilas Varta
  - 1987:  Pilas Varta - Café de Colombia
  - 1988:  Café de Colombia
  - 1989:  Café de Colombia - Mavic
  - 1990:  Café de Colombia
  - 1991:  Sicasal-Acral
  - 1992:  Sicasal-Acral

## Palmarés
1982
- Dos etapas en la Vuelta a Colombia.[3]

1983
- 2º en la clasificación general final de la Vuelta a Cundinamarca

1984
- 1.º en la clasificación de los neoprofesionales en la Vuelta a España
- 3º en la Ruta del Sur

1985
- 2.º en la clasificación general final del Clásico RCN
- Una etapa en el Tour de l'Avenir

1986
- Vuelta a Cundinamarca
- Una etapa en la Vuelta a Colombia

1991
- 1.º en la clasificación general más una etapa en la Vuelta a Aragón

## Resultados en grandes vueltas
| Carrera         | 1983 | 1984 | 1985 | 1986 | 1987 | 1988 | 1989 | 1990 | 1991 | 1992 |
| Tour de Francia | 16°  | Ab.  | -    | Ab.  | -    | 41°  | -    | -    | -    | -    |
| Giro de Italia  | -    | -    | -    | -    | -    | -    | -    | -    | -    | -    |
| Vuelta a España | -    | 5°   | Ab.  | 37°  | -    | -    | -    | -    | Ab.  | 20°  |

-: no participa 